# Sprovodna misa
Sprovodna misa (lat. Requiem) u Katoličkoj Crkvi je sveta misa koja se slavi kao dio sprovodnih obreda ili odmah nakon sprovoda. Redovno se slavi u župnoj ili filijalnoj crkvi, ponekad u grobljanskoj kapeli, no nikako u mrtvačnici.
Svećenik je slavi što je prije moguće, idealno odmah poslije sprovoda.. Osim slavljenja sprovodne mise običaj je slaviti još tri mise za pokojnika u relativno kratkom vremenu nakon sprovoda, ponekad i kao misna nakana rodbine i prijatelja pokojnika.